# Sykiona
Sykiona (in greco Σικυώνα?) è un comune della Grecia situato nella periferia del Peloponneso (unità periferica della Corinzia) con 23.203 abitanti secondo i dati del censimento 2001
Il comune è stato istituito a seguito della riforma amministrativa detta Programma Callicrate in vigore dal gennaio 2011 che ha abolito le prefetture e accorpato numerosi comuni.